# Шпанат
Шпанат је насељено место у саставу општине Сопје у Вировитичко-подравској жупанији, Република Хрватска.

## Историја
До територијалне реорганизације у Хрватској налазио се у саставу старе општине Подравска Слатина.

### Други светски рат
Из села Шпаната, С Врановца и Балинаца у срезу Подравска Слатина сви Срби су пресељени у Србију.

## Становништво
На попису становништва 2011. године, Шпанат је имао 172 становника.

## Попис1991.
На попису становништва 1991. године, насељено место Шпанат је имало 359 становника, следећег националног састава:
| Попис 1991.‍ | Попис 1991.‍ | Попис 1991.‍ | Попис 1991.‍ | Попис 1991.‍ |
| ----------- | ----------- | ----------- | ----------- | ----------- |
|             |             |             |             |             |
| Срби        | Срби        |             | 327         | 91,08%      |
| Хрвати      | Хрвати      |             | 30          | 8,35%       |
| Југословени | Југословени |             | 2           | 0,55%       |
| укупно: 359 |             |             |             |             |